# Повстанское
Повстанское (укр. Повстанське) — село, относится к Беляевскому району Одесской области Украины.
Население по переписи 2001 года составляло 407 человек. Почтовый индекс — 67651. Телефонный код — 4852. Занимает площадь 0,54 км². Код КОАТУУ — 5121083702.

## Местный совет
67650, Одесская обл., Беляевский р-н, с. Майоры, ул. Ленина, 7-б